# 長塀町
長塀町（ながへいちょう）は、名古屋市東区の地名。

## 歴史

### 地名の由来
白壁筋の北側を東西に通る長塀筋の名称に由来する。この筋の北側には、尾張徳川家の重臣を務めた成瀬氏・竹腰氏の屋敷が所在し、その黒塀が長く続いていたことにより、長塀筋と呼ばれるようになったとされる。

### 沿革
- 江戸時代は武家屋敷地につき町名が存在しなかった場所に、明治初年、愛知郡長塀町として成立する[3]。
- 1878年（明治11年） - 弓箭筋を併合する[3]。また、同年12月20日には名古屋区成立に伴い、同区長塀町となる[3]。
- 1889年（明治22年）10月1日 - 名古屋市成立に伴い、同市長塀町となる[3]。
- 1897年（明治30年） - 名古屋陸軍地方幼年学校が開校する[1]。
- 1908年（明治41年）4月1日 - 東区編入に伴い、同区長塀町となる[3]。
- 1913年（大正2年）3月 - 長塀町美普教会が名古屋第二美普教会と改称[4]。
- 1919年（大正8年） - 敷島製パンが当地において創業する[1]。
- 1923年（大正12年） - 名古屋陸軍地方幼年学校が廃校になったとされる[1]。
- 1947年（昭和22年） - 名古屋通商産業局が設置される（1960年<昭和35年>まで）[1]。
- 1966年（昭和41年）2月 - 横井也有ゆかりの茶室が南山大学に移築[5]。
- 1980年（昭和55年）2月10日 - 東区白壁一丁目・白壁二丁目・白壁三丁目・白壁四丁目・白壁五丁目・三の丸四丁目・芳野一丁目・赤塚町にそれぞれ編入され消滅[3]。